# Dypsis cabadae
Dypsis cabadae (H.E.Moore) Beentje & J.Dransf. è una pianta della famiglia delle Arecacee, endemica del Madagascar.